# Muriel Freeman
Muriel Boulton Smalley, coniugata Freeman (Worcester, 9 settembre 1897 – Northampton, 1980), è stata una schermitrice britannica, vincitrice di una medaglia d'argento nella scherma ai giochi olimpici.